# Eunidia biplagiata
Eunidia biplagiata är en skalbaggsart som beskrevs av Aurivillius 1925. Eunidia biplagiata ingår i släktet Eunidia och familjen långhorningar.
Artens utbredningsområde är Angola. Inga underarter finns listade i Catalogue of Life.